# الفروسية لذوي الاحتياجات الخاصة
الفروسية لذوي الاحتياجات الخاصة أو رياضة الباراكوستريا (بالإنجليزية: Para-equestrian)‏ هي رياضة فروسية يحكمها الاتحاد الدولي لرياضة الفروسية (أف إي آي)، وتتضمن حدثين تنافسيين. أحدهما هو رياضة ركوب الخيل لذوي الاحتياجات الخاصة والتي تتم وفقًا لنفس القواعد الأساسية مثل رياضة ركوب الخيل التقليدية ولكن مع تقسيم الفرسان إلى درجات منافسة مختلفة بناءً على قدراتهم الوظيفية. أما النوع الآخر فهو قيادة الخيل البارا-الفروسية والذي يعمل وفقًا لنفس القواعد الأساسية للقيادة المشتركة ولكنه يضع المتنافسين في درجات مختلفة بناءً على قدراتهم الوظيفية.

## التاريخ
أقيمت أول دورة ألعاب بارالمبية رسمية في روما عام 1960 وأضيفت رياضة الفروسية البارالمبية إلى برنامج الألعاب البارالمبية عام 1996. إذ قام الاتحاد الدولي للفروسية بضم رياضة الفروسية لذوي الاحتياجات الخاصة إلى مظلته في عام 2006. بحيث يجوز للمتسابقين ذوي الإعاقات الجسدية التنافس في نفس الفريق مع الأشخاص ذوي الإعاقة البصرية.

## الأحداث
هناك حدثان منفصلان لرياضة الفروسية لذوي الاحتياجات الخاصة معتمدان من قبل الاتحاد الدولي للفروسية الهيئة الحاكمة لهذه الرياضة: وهما رياضة ركوب الخيل لذوي الاحتياجات الخاصة وسباقات قيادة الخيل لذوي الاحتياجات الخاصة. وهناك أيضًا رياضة القفز على الحواجز لذوي الاحتياجات الخاصة ولكنها غير معتمدة من قبل الاتحاد الدولي للفروسية. وجميع فئات الأحداث مختلطة بين الجنسين.

### ترويض الخيول البارالمبية
تتضمن فعاليات رياضة ركوب الخيل "اختبارات المشي فقط" للصف الأول مع السماح بالهرولة في الأسلوب الحر، و"اختبارات المشي والهرولة" للصف الثاني. كما تشمل مسابقات ترويض الخيول المفتوحة للتصنيف من الدرجة الثالثة "المشي والهرولة ولكن يُسمح بالعدو في الأسلوب الحر". وتشمل مسابقات رياضة ركوب الخيل المفتوحة للتصنيف من الدرجة الرابعة "المشي والهرولة والعدو" وقد تُظهر عملًا جانبيًا في الأسلوب الحر. كما أنه في هذه الدرجات الثلاث يستخدم المشاركون حلبة تبلغ مساحتها 40 × 20 مترًا. كما تتضمن مسابقات رياضة الفروسية المفتوحة للتصنيف من الدرجة الخامسة "المشي والهرولة والعدو والدوران النصفي للعدو وتغييرات التسلسل 3 و4 والعمل الجانبي". وفي الدرجة الخامسة ينتقل المشاركون إلى حلبة 60 × 20 مترًا. وجميع فئات الأحداث مختلطة بين الجنسين.
وبالنسبة لمسابقات الفريق الوطني مثل الألعاب البارالمبية يتكون كل فريق من ثلاثة فرسان، إذ يجب أن يكون أحدهم من الدرجة الأولى أو الثانية أو الثالثة. واعتبارًا من 2012 الأشخاص ذوي الإعاقات الجسدية والبصرية مؤهلون للمنافسة.

### القيادة البارالمبية
النوع الآخر من الرياضات البارالمبية هو رياضة قيادة الخيل. حيث تم تقديمها لأول مرة في عام 1989 في بريطانيا العظمى وتمت الموافقة عليه من قبل الاتحاد الدولي للفروسية منذ عام 2006. وقد كان يطلق عليه سابقًا اسم قيادة العربة.

### القفز على الحواجز لذوي الاحتياجات الخاصة
القفز على الحواجز لذوي الاحتياجات الخاصة أو القفز لذوي الاحتياجات الخاصة(البارالمبية) هو حدث قفز على الحواجز معتمد من قبل جمعية القفز على الحواجز البريطانية والتي تدير دوري القفز لذوي الاحتياجات الخاصة بالتعاون مع جمعية ركوب الخيل لذوي الاحتياجات الخاصة (آر دي إيه). واعتبارًا من 2024 لا يتم اعتماد رياضة القفز البارالمبية من قبل الاتحاد الدولي للفروسية.

## المعدات
تعتبر هذه الرياضة من الرياضات التي تشهد أعلى معدلات الإصابة والمرض بين جميع الرياضات البارالمبية. ولهذا السبب تم تطوير الكثير من المعدات الرياضية مع وضع هذا في الاعتبار. وتستخدم العديد من المعدات كأشرطة فيلكرو وأشرطة مطاطية حتى تتمكن الأشياء من الانفصال بسهولة وحماية الراكب أثناء السقوط. وهناك أيضًا توازن مستمر في تطوير المعدات الخاصة برياضة الفروسية لذوي الاحتياجات الخاصة لضمان بقاء الفارس مسيطرًا وألا يتم جره بواسطة الحصان. وأحد التعديلات التي تم إجراؤها على السروج المخصصة لرياضة ركوب الخيل لذوي الاحتياجات الخاصة هو إضافة حشوة إضافية. كما أن إحدى الشركات المتخصصة في صناعة السروج للأشخاص ذوي الإعاقة هي شركة سوبركور,Inc. وبالإضافة إلى السروج قد يستخدم راكبو الخيل البارالمبية بعض أشكال الحشو الأخرى مثل غطاء الصوف للسرج.
يتمتع المتنافسون في رياضة الفروسية لذوي الاحتياجات الخاصة برقم فئة ورقم ملف الإعاقة. كما يؤثر رقم الملف الشخصي على المعدات التي يمكن للراكب استخدامها مع وجود اختلافات في المعدات في نفس الفئة.

## المسابقات الكبرى

### الألعاب البارالمبية
تستضيف الألعاب البارالمبية مسابقة ترويض الخيول لذوي الاحتياجات الخاصة وقد فعلت ذلك منذ عام 1996. وتُعد الألعاب البارالمبية ثاني أكبر حدث للفروسية في العالم بعد الألعاب الأولمبية فقط.
إنها الرياضة الوحيدة في برنامج الألعاب البارالمبية التي تتضمن حيوانًا حيًا.

## تصوير وسائل الإعلام
تاريخيًا كان يتم التعامل مع فرسان الخيول ذوي الاحتياجات الخاصة من قبل وسائل الإعلام باعتبارهم "أصحاء للغاية". وتشير التغطية الإعلامية إلى أن هؤلاء الفرسان يتفوقون في رياضتهم على الرغم من أنهم يعانون من إعاقة. ونادرًا ما يتم النظر إلى قدراتهم على الركوب على أساس مزاياهم الخاصة نظرًا لنوع الإعاقة التي يعانون منها. وعندما يتم تصويرهم في التقارير الإعلامية نادرًا ما يتم تصويرهم وهم يتنافسون على خيولهم. وبدلاً من ذلك يتم تصويرهم في غرف المعدات خارج إطار المنافسة.

## في رياضة الفروسية للأشخاص القادرين على الحركة
كانت ليز هارتل متنافسة في الألعاب الأولمبية الصيفية عام 1952 وكانت تعاني من شلل الأطفال والإعاقة. ثم فازت بالميدالية الفضية في تلك الألعاب في مسابقة رياضة الفروسية.
أعرب المتنافسون في رياضة الفروسية لذوي الاحتياجات الخاصة مثل الحائز على الميدالية الذهبية لي بيرسون عن إحباطهم عند التنافس ضد منافسين أصحاء لأن هؤلاء المنافسين الأصحاء غالبًا لا يرغبون في التنافس في نفس الفئة مع شخص من ذوي الإعاقة.

## تصنيف رياضة الفروسية لذوي الاحتياجات الخاصة
نظام تصنيف رياضة الفروسية لذوي الاحتياجات الخاصة هو نظام متدرج يعتمد على درجة الإعاقة الجسدية أو البصرية ويتم التعامل معه على المستوى الدولي من قبل الاتحاد الدولي للفروسية. حيث أن الرياضة لديها تصنيفات مؤهلة للأشخاص ذوي الإعاقات الجسدية والبصرية. والرياضة مفتوحة للمتنافسين الذين يعانون من ضعف القوة العضلية وخلل الحركة وضعف نطاق الحركة السلبي وفرط التوتر العضلي ونقص الأطراف والترنح واختلاف طول الساقين وقصر القامة وضعف البصر. يتم تقسيمهم إلى خمس فئات مختلفة للسماح بالمنافسة العادلة. وهذه الفئات هي الدرجة الأولى والدرجة الثانية والدرجة الثالثة والدرجة الرابعة والدرجة الخامسة ولا يأخذ تصنيف ذوي الاحتياجات الخاصة في الاعتبار جنس الفارس حيث تتنافس الفارسات في مسابقات مختلطة بين الجنسين. فعلى المستوى الدولي يتم التعامل مع التصنيف من قبل الاتحاد الدولي للفروسية.

### التاريخ
في عام 1983 تم تصنيف المتنافسين المصابين بالشلل الدماغي في هذه الرياضة من قبل جمعية الشلل الدماغي الدولية للرياضة والترفيه (سي بيه-آي أس آر إيه). وقد عرفوا الشلل الدماغي بأنه آفة دماغية غير تقدمية تؤدي إلى ضعف. وكان الأشخاص المصابون بالشلل الدماغي أو تلف الدماغ غير التدريجي مؤهلين للتصنيف من قبلهم. كما تناولت المنظمة تصنيف الأشخاص ذوي الإعاقات المماثلة. وبالنسبة لنظام التصنيف الخاص بهم لم يكن الأشخاص المصابون بالسنسنة المشقوقة مؤهلين إلا إذا كان لديهم دليل طبي على خلل في الحركة. وقد كان الأشخاص المصابون بالشلل الدماغي والصرع مؤهلين للمشاركة بشرط ألا تؤثر حالتهم على قدرتهم على المنافسة. وكان الأشخاص الذين أصيبوا بالسكتات الدماغية مؤهلين للتصنيف بعد الحصول على الموافقة الطبية. لم يكن المتنافسون المصابون بالتصلب المتعدد واعتلال العضلات واعتلال المفاصل مؤهلين للتصنيف من قبل سي بيه-آي أس آر إيه لكنهم كانوا مؤهلين للتصنيف من قبل المنظمة الدولية للرياضة للمعاقين لألعاب الآخرين. حيث تم إنشاء النظام المستخدم في رياضة الفروسية بواسطة سي بيه-آي أس آر إيه في الأصل لفعاليات ألعاب القوى الميدانية.
ونتيجة للمشكلات التي واجهتها دورة الألعاب البارالمبية التي أقيمت في برشلونة في مجال تحديد الوظائف بشكل موضوعي كشفت اللجنة البارالمبية الدولية عن خططها لتطوير نظام تصنيف جديد في عام 2003. ودخل نظام التصنيف هذا حيز التنفيذ في عام 2007 وحدد عشرة أنواع مختلفة من الإعاقة المؤهلة للمشاركة على المستوى البارالمبي. ولقد تطلب الأمر أن يكون التصنيف خاصًا بالرياضة ويخدم وظيفتين. الأولى هو أنه حدد الأهلية للمشاركة في الرياضة وأنه أنشأ مجموعات محددة من الرياضيين المؤهلين للمشاركة وفي أي فئة. وتركت اللجنة الدولية للتصنيف للاتحادات الدولية وفي هذه الحالة الاتحاد الدولي للفروسية مهمة تطوير أنظمة التصنيف الخاصة بها ضمن هذا الإطار مع تحديد أن أنظمة التصنيف الخاصة بها تستخدم نهجًا قائمًا على الأدلة تم تطويره من خلال البحث. وقد تم نشر الطبعة الرابعة من دليل نظام تصنيف الاتحاد الدولي للفروسية في يناير 2015.

### عملية التصنيف والحوكمة
يتم التعامل مع التصنيف على المستوى الوطني من قبل منظمات مختلفة. فعلى سبيل المثال تتم إدارة رياضة الفروسية البارالمبية الأسترالية وتصنيفها من قبل الاتحاد الرياضي الوطني بدعم من اللجنة البارالمبية الأسترالية. وتتوفر ثلاثة أنواع من التصنيف للمتنافسين الأستراليين: مؤقت ووطني ودولي. الأول للمسابقات على مستوى النادي والثاني للمسابقات على مستوى الدولة والوطن والثالث للمسابقات الدولية.
أثناء التصنيف ينظر المصنفون إلى عدة أشياء بما في ذلك قدرة الراكب على الحركة والقوة والتنسيق. وبعد تصنيف الدراجين يتم منحهم تصنيفًا وملفًا شخصيًا. في هذا الملف الشخصي الرقم من 1 إلى 39 لرياضة ركوب الخيل لذوي الاحتياجات الخاصة والرقم من 1 إلى 32 لرياضة قيادة الخيل لذوي الاحتياجات الخاصة. حيث يؤثر هذا الملف الشخصي على المعدات التكيفية التي يمكن للراكبين استخدامها.

### تصنيف رياضة ركوب الخيل لذوي الاحتياجات الخاصة
تتكون رياضة البارا دريساج من خمس فئات مختلفة: الدرجة الأولى والدرجة الثانية والدرجة الثالثة والدرجة الرابعة والدرجة الخامسة
يُعرّف الاتحاد الدولي للفروسية هذا التصنيف على أنه "الدرجة الأولى. وفي هذا المستوى سيخوض الفارس اختبار المشي فقط. وفي الدرجة الثانية سيخوض الفارس اختبار المشي مع بعض تمارين الهرولة باستثناء الهرولة المتوسطة." ويُعرّف الاتحاد الدولي للفروسية الدرجة الثالثة على أنها "في هذا المستوى سيخوض الفارس اختبار مستوى المبتدئين باستثناء الهرولة." ويُعرّف الاتحاد الدولي للفروسية الدرجة الرابعة على أنها "في هذا المستوى سيخوض الفارس اختبار مستوى المبتدئين." وعرّفت اللجنة البارالمبية الأسترالية هذا التصنيف على أنه: "الدرجة الرابعة: الرياضيون الذين يعانون من إعاقة جسدية أو ضعف في الرؤية. الفرسان الذين يعانون من ضعف أحادي الجانب أو ضعف متوسط في أربعة أطراف أو ضعف شديد في الذراع. في الحياة اليومية يكون الفرسان عادةً قادرين على المشي ولكن قد يستخدم البعض كرسيًا متحركًا لمسافات أطول أو بسبب نقص القدرة على التحمل. والفرسان الذين يعانون من ضعف في الرؤية والذين يتنافسون في هذه الفئة يعانون من فقدان كامل للبصر في كلتا العينين (ب1)." يعرّف الاتحاد الدولي للفروسية الدرجة 5 على أنها "على هذا المستوى سيتمكن الفارس من اجتياز اختبار المستوى الابتدائي/المتوسط" وقد عرّفت اللجنة البارالمبية الأسترالية هذا التصنيف على أنه: "الدرجة الخامسة: الرياضيون الذين يعانون من إعاقة جسدية أو ضعف في الرؤية. ويعاني الفرسان من ضعف جسدي في أحد الأطراف أو كليهما (على سبيل المثال فقدان أحد الأطراف أو نقص أحد الأطراف) أو درجة ما من ضعف البصر (ب2)."

### تصنيف القيادة البارالمبية
تستخدم رياضة قيادة الخيل البارالمبية نظام تصنيف مختلف عن رياضة البارا لترويض الخيل وتتضمن فئتين فقط: الدرجة الأولى والدرجة الثانية. الدرجة الأولى مخصصة للأشخاص الذين يستخدمون الكرسي المتحرك بشكل يومي ولديهم وظائف محدودة في الجذع وإعاقات في أطرافهم العلوية. وهذا يشمل أيضًا الأشخاص الذين لديهم القدرة على المشي ولكن لديهم إعاقات في جميع أطرافهم. أما الفئة الثالثة من الفرسان فتشمل الأشخاص الذين يعانون من إعاقات شديدة في الذراع الدرجة الثانية مخصصة للفرسان الذين يتمتعون بأداء وظيفي أعلى من فرسان الدرجة الأولى ولكنهم قد يكونون في وضع غير مؤاتٍ عند التنافس ضد المنافسين الأصحاء.

## روابط خارجية
- رياضة الفروسية البارالمبية في اللجنة البارالمبية الدولية
- رابطة الولايات المتحدة للمعاقين في الفروسية (USPEA)
- رياضة الفروسية البارالمبية في نادي الفروسية البريطاني

ترويض الخيول البارالمبية
- رياضة الفروسية البارالمبية في الاتحاد الدولي لرياضة الفروسية
- بارا دريساج في بريساج البريطاني
- رياضة الفروسية البارالمبية في نادي الفروسية البريطاني

القيادة البارالمبية
- القيادة البارالمبية في الاتحاد الدولي لرياضة الفروسية
- بارا كاريدجريفينج في بريتيش كاريدجريفينج

القفز على الحواجز لذوي الاحتياجات الخاصة
- القفز البارالمبي في بطولة القفز على الحواجز البريطانية
- القفز على الحواجز في الاتحاد البريطاني للفروسية